# The Christmas Angel: A Family Story
A The Christmas Angel: A Family Story a Mannheim Steamroller társulat ötödik karácsonyi albuma. Az ismert karácsonyi dalok zenekari változatait egy Olivia Newton-John és Chip Davis által elmondott kerettörténet fogja össze egy karácsonyi mesévé. Az album sikere után egy látványos jégbalett is készült a történetből, melyen szintén Olivia és Chip Davies a mesélő, akik gyermekeiknek mesélik el a történetet. A gyerekek egyike Olivia lánya, Chloé Lattanzi. A DVD lemezen is megjelent jégbalett címe The Christmas Angel: A Story on Ice.
A történet szerint egy család készülődik a karácsonyra. A fa már fel van díszítve, alatta ott sorakoznak a játékok. A fa tetején a dísz egy gyönyörű szárnyas angyal. Egy hirtelen megjelenő démon azonban elragadja, nélküle meg nem lehetséges a karácsony. Az édesanya és az életre kelt játékok azonban  védelmére kelnek, megmentik őt és vele a karácsonyt is.

## Az album és a jégbalett zeneszámai
- 1. Introduction – :57
- 2. Joy to the World – 3:38
- 3. Stille Nacht (Silent Night) – 5:26
- 4. Dream – 3:21
- 5. Crystal – 4:21
- 6. Carol of the Bells – 3:49
- 7. Messengers of Christmas – 3:33
- 8. Greensleeves – 3:27
- 9. Above the Northern Lights – 5:04
- 10. Good King Wenceslas – 3:24
- 11. Deck the Halls – 3:55
- 12. Angels We Have Heard on High – 4:30